# Allocosa danneili
Allocosa danneili är en spindelart som först beskrevs av Dahl 1908.  Allocosa danneili ingår i släktet Allocosa och familjen vargspindlar. Inga underarter finns listade i Catalogue of Life.